# Volante de San Cristóbal
El volante de San Cristóbal es un dulce hecho de pasta de brioche, adornado con fruta confitada y azúcar, que tiene forma de volante. Se puede encontrar en las pastelerías de Barcelona (España) en torno a la festividad de San Cristóbal, el 10 de julio.
San Cristóbal es el patrón de los viajeros y, por extensión, de los automovilistas. Por eso, toda una serie de parroquias de Barcelona lo homenajean con ceremonias de bendición de vehículos. A raíz de este patronazgo, el gremio pastelero decidió comercializar el dulce del volante, que se ha convertido en manjar tradicional de la festividad.